# Communion des Églises de l’espace francophone
Pour les articles homonymes, voir CEEF.
La Communion des Églises de l’Espace Francophone (CEEF) est une association chrétienne évangélique d'églises charismatiques. Elle est membre du Conseil national des évangéliques de France.

## Historique
Dès 1980, la CEEF est en projet. Une première étape est alors franchie par les pasteurs Joret, Pons, Mazel et Debenest qui constituent l'équipe Néhémie avec leurs église respectives.
En 1986, elle met en place des formations missionnaires qui favoriseront des implantations d'églises.
En 1996, la Communion des Églises de l’Espace Francophone est officiellement lancée.
En 2020, elle compterait 50 églises .

## Programmes sociaux
L'association a des programmes humanitaires pour les démunis, comme des banques alimentaires, de l'aide aux réfugiés et aux demandeurs d'asile.